# Adetus pictoides
Adetus pictoides är en skalbaggsart som beskrevs av Stefan von Breuning 1973. Adetus pictoides ingår i släktet Adetus och familjen långhorningar.
Artens utbredningsområde är Costa Rica. Inga underarter finns listade i Catalogue of Life.